# Новоархангельськ
Новоарха́нгельськ (до 1764 — Архангелогород) — селище, Голованівського району, Кіровоградської області України. Центр Новоархангельської селищної громади.  Населення становить 6044 осіб (1 січня 2024 року).

## Розташування

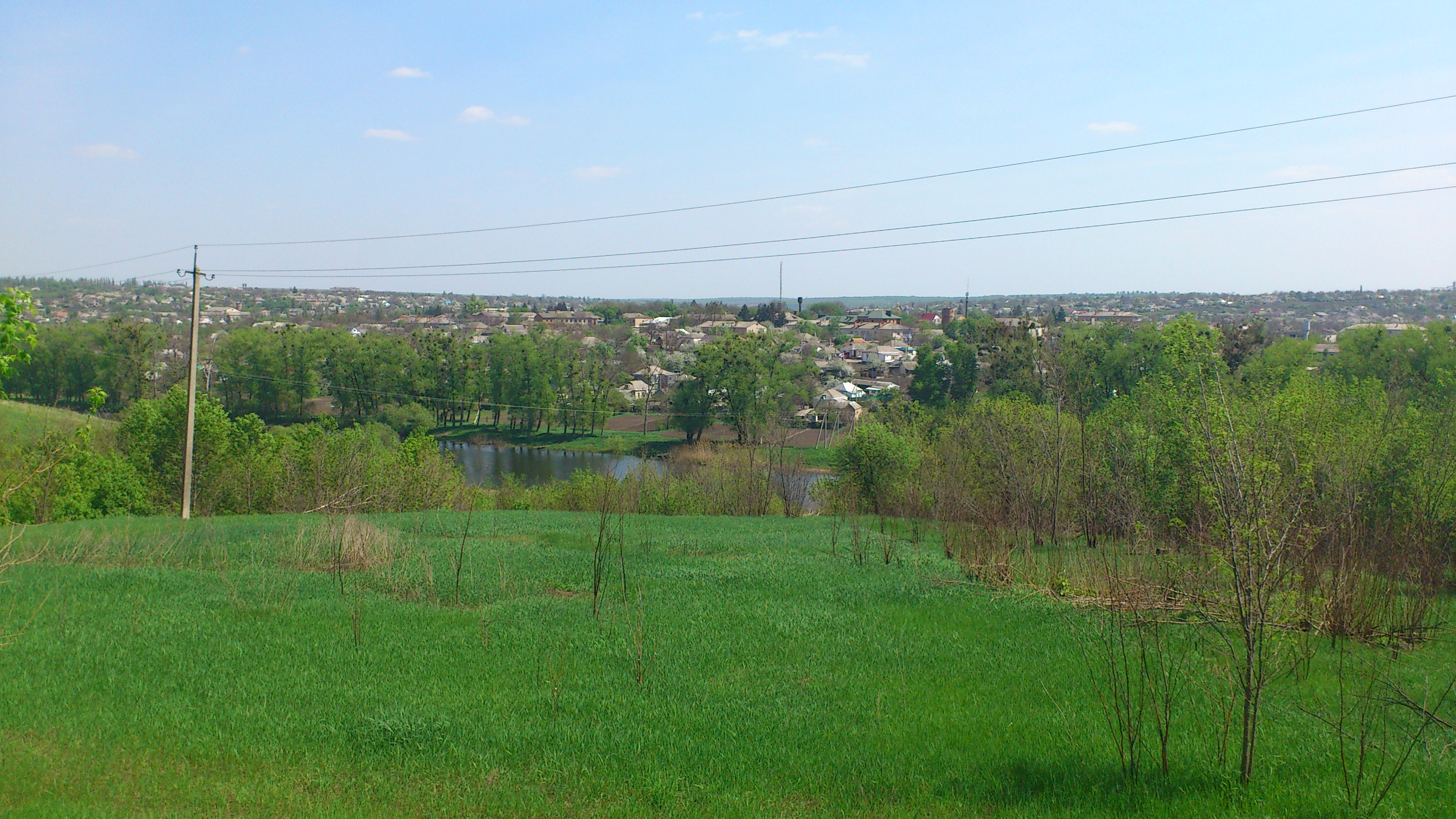
Новоархангельськ з боку Торговиці

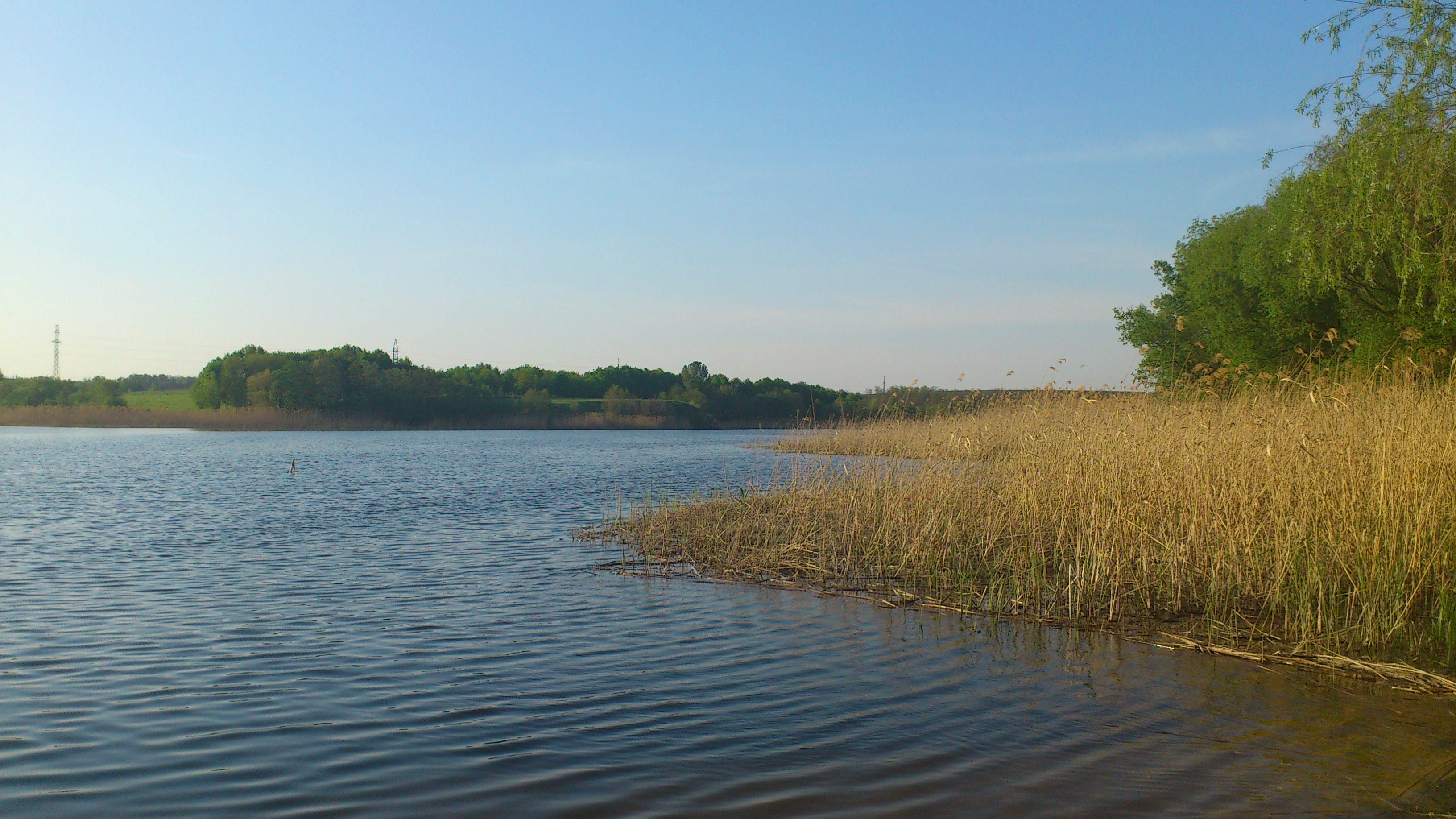
Синюха в Новоархангельську

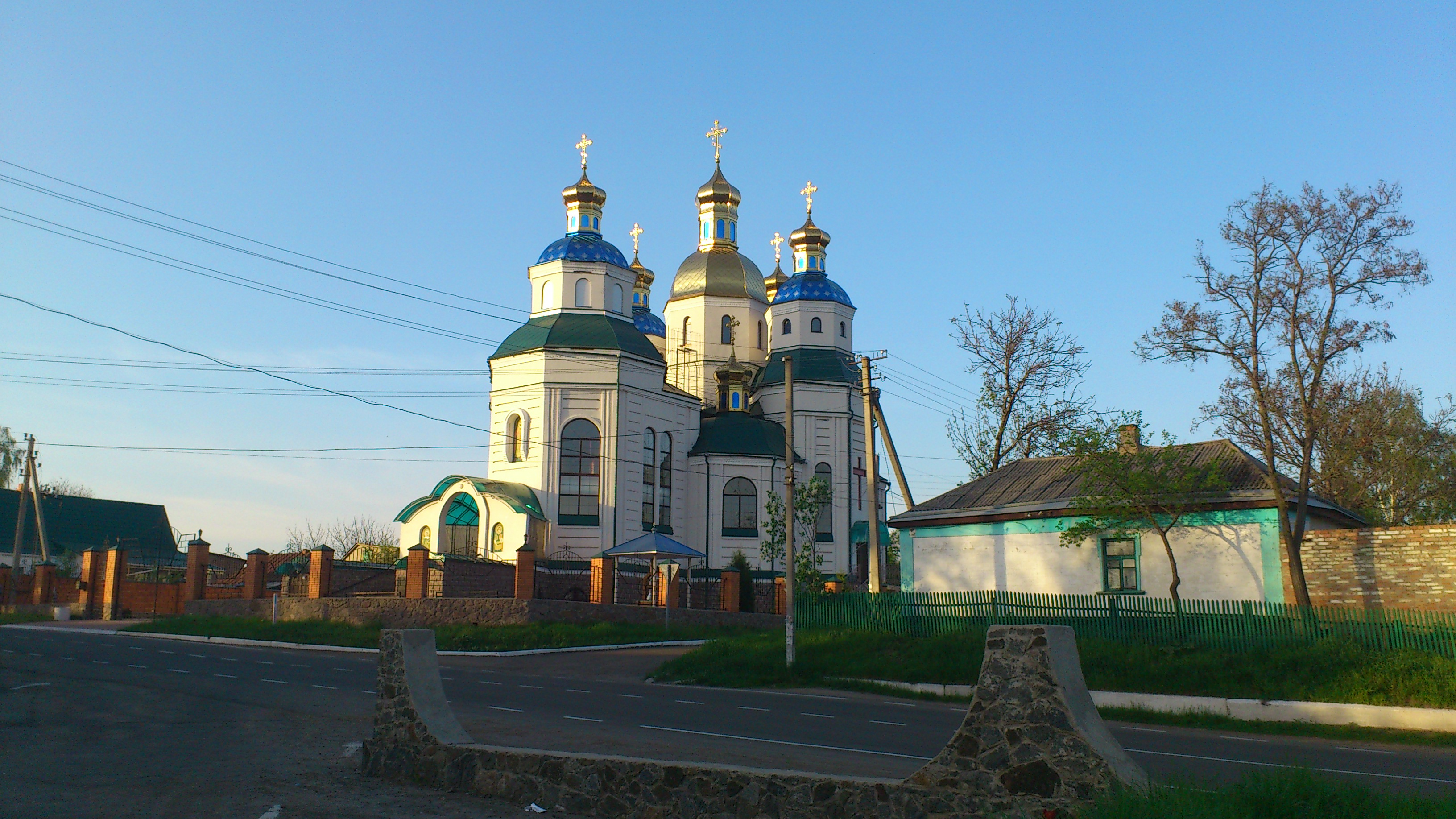
Церква в Новоархангельську

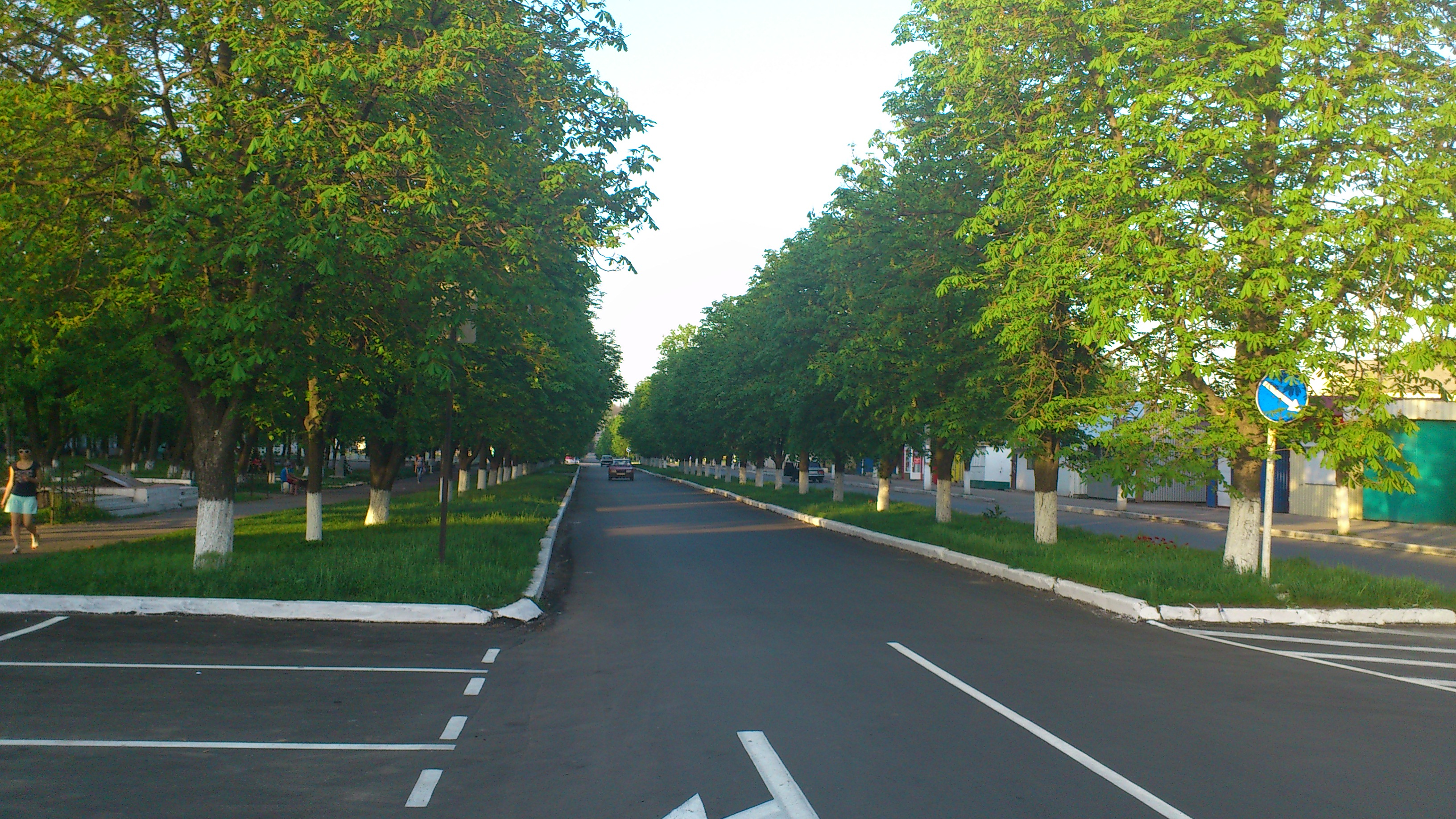
Центральна вулиця Новоархангельська

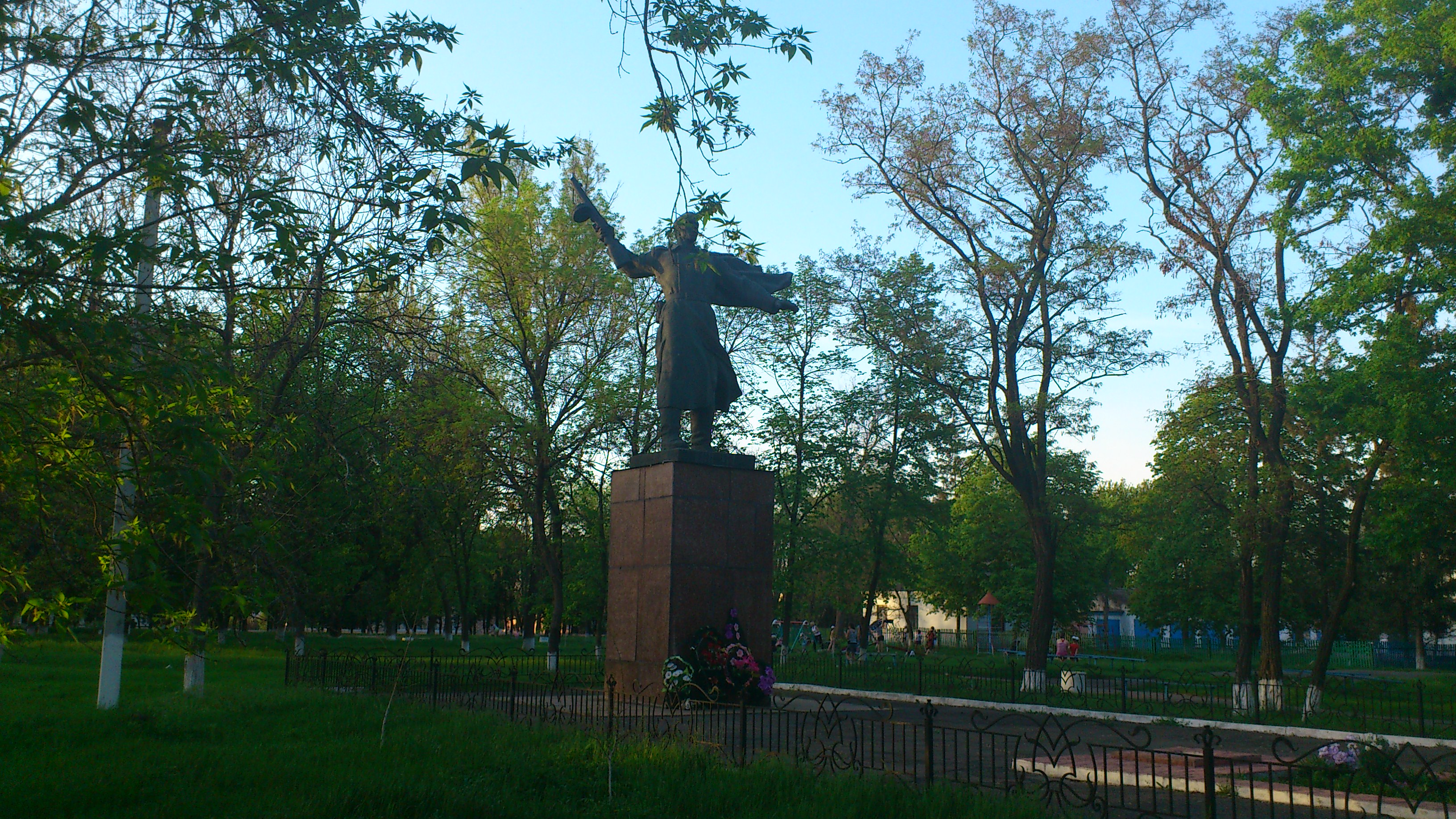
Пам'ятник у Новоархангельську

Новоархангельськ розташований на лівому березі річки Синюхи, за 120 км від Кропивницького і за 40 км від залізничної станції Тальне. Селище перетинає автошлях М12 E50

## Історія

### Археологічні знахідки
Поблизу с. Володимирівка Голованівського району було виявлено стоянку доби пізнього палеоліту (40—13 тис. років тому) та одне з найбільших трипільських поселень доби енеоліту Знайдено сліди давньоруського поселення та залишки ковальської майстерні з великою кількістю залізних виробів і заготовок до них XIV–XV століть.

### У складі Російської імперії
Згідно з Прутським договором кордон України з Польщею проходив річками Синюха, Велика Вись, Тясмин і далі до Чорного моря.
Після російсько-турецької війни 1735—1739 рр. царський уряд почав відновлювати вздовж польських кордонів зруйновані татарськими набігами поселення. За наказом Київського губернатора полковнику Миргородського козацького полку Василеві Капністу дано розпорядження побудувати за проектом інженера де Боскета напроти польського містечка Торговиці військовий шанець і поселення. Козаки Миргородського полку збудували військове укріплення для оборони запорозьких земель від нападів польської шляхти. Місце для нього вибрали в гирлі лівої притоки Синюхи. Укріплення мало форму неправильного п'ятикутника. В кожному кутку були земляні бастіони. Тут розміщувалися землянки, козацькі курені, двори, драгунські стайні та інші будівлі. Основними жителями Архангельського городка були козаки, а також селяни-втікачі. Полковник Капніст за домовленістю з Торговицьким графом Потоцьким посилає в Поділля осадчого козака Давида Звенигородського з метою привезення звідти 20 українських сімей для заснування поселення. Він приводить переселенців у травні 1742 року. Засноване поселення дістало назву Архангельського городка.
Антифеодальний рух, що розгорнувся на Правобережній Україні у першій половині XVIII ст., знаходив тут підтримку. Про це свідчить датована 1747 роком скарга комісара смілянських маєтків польського магната Любомирського на ім'я київського генерал-губернатора Леонтьєва. У ній говориться, що сотник з Архангельська Й. Чечель є першим приховувачем «злодіїв і розбійників», що гайдамаки діють разом з ним. А в грудні 1748 року генерал-губернатор одержав нову скаргу від шляхтича Галецького про те, що серед гайдамаків, які вчинили напад на двір пана Грохольського під Вінницею, були жителі Архангельського городка Василь та Прокіп Савронські і запорізький козак Стоян.
1752 року Архангельське містечко під назвою Архангелгорода ввійшло до складу поселень Нової Сербії. Тут у 1752–1754 та у 1759–1761 роках розміщувалася 7 рота новосербського Гусарського полку (кінного). У 1754—1759 та у 1761—1764 роках поселення входило до складу Новослобідського козацького полку.
У березні 1764 року в поселенні розміщено штаб сьомої роти новоутвореного Чорного гусарського полку. Жителі його, крім військової служби, займались хліборобством, бджільництвом, рибальством. З того часу тут дозволено записувати в торговельні й ремісничі цехи старообрядців, євреїв-переселенців із Польщі та Молдови. Поселення з того часу почало називатись Новоархангельськ.

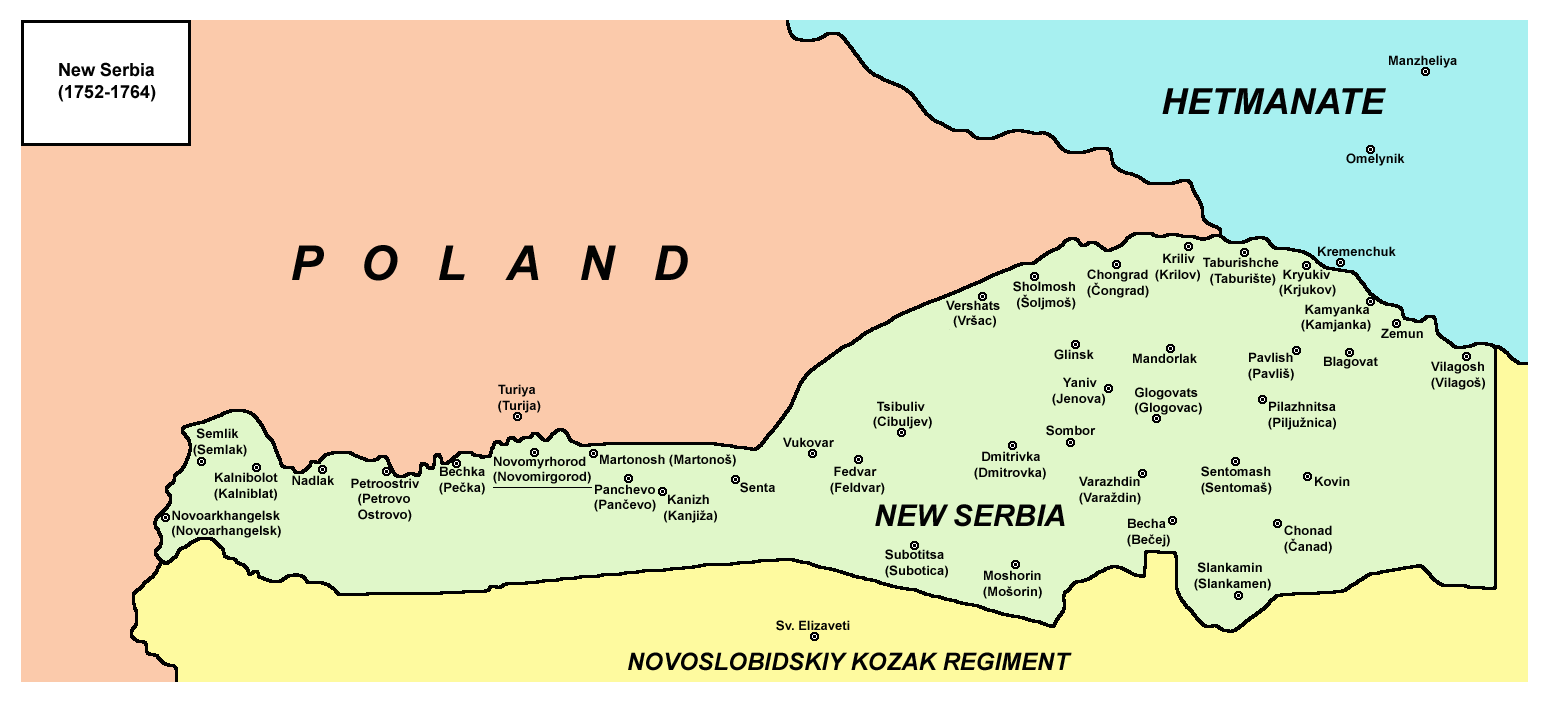
Новоархангельськ на мапі Нової Сербії

Експедиція академіка Гільденштедта, яка за дорученням царського уряду проводила опис українських земель в 1774 році, відзначала Новоархангельськ, як значний торговельний центр, де тоді налічувалось 300 дворів купців і ремісників. Починаючи з 1765 року тут щорічно відбувалися три ярмарки. З 1784 року Новоархангельськ увійшов до Новомиргородського повіту, а в 1807 році став волосним центром Ольвіопольського повіту Херсонської губернії.
Станом на 1772 рік, в Архангельському шанці існувала дерев'яна однопрестольна церква Архангела Михаїла, священиком якої з 1763 року був Федір Садоцький. Церква підпорядковувалась Новомиргородському духовному Правлінню. Під дзвіницею Архангельської церкви знаходилась дерев'яна однопрестольна церква Святої Варвари.
1821 року Новоархангельськ стає військовим поселенням, де розміщається штаб 2-го Українського Уланського полку, пізніше — VI округу Новоросійського військового поселення. Жителі одночасно служили в армії і обробляли землю. У 1876 році тут налічувалось 60 дворів.
Станом на 1886 рік у селі, центрі Новоархангельської волості Єлизаветградського повіту Херсонської губернії, мешкало 2512 осіб, налічувалось 696 дворових господарств, існували православна церква, школа, 19 лавок та 2 винних погріба, відбувались базари через 2 тижні по неділях.

### Визвольні змагання 1917—1921рр.
У січні 1918 року владу в Новоархангельську захопили більшовики, проте вже на початку квітня Новоархангельськ був зайнятий австро-німецькими військами. У березні 1919 року містечко повторно було захоплене більшовиками, а в серпні — денікінцями. Відбувся черговий перерозподіл влади, почалися єврейські погроми. Весною 1920 року містечко знову було звільнене Червоною армією.

### У складі СРСР
З 1923 року — Новоархангельськ — районний центр, а з 1957 року одержує статус селища міського типу.
1927 року на річці Синюха побудовано невеличку електростанцію. Перша сільськогосподарська артіль з'явилася в Новоархангельську в 1929 році. У 1931 році було створено першу МТС (сьогодні ПАТ Новоархангельське РТП), що обслуговувала 44 колгоспи і мала 50 тракторів, 12 молотарок, 7 двигунів, 10 автомашин і ремонтну майстерню. У січні 1932 року почала виходити районна газета «Під прапором перемоги».
30 липня 1941 року селище Новоархангельськ було зайняте німецькими військами 16-ї моторизованої дивізії. Кілька днів тривали запеклі бої, населений пункт неодноразово переходив з рук в руки, адже відігравав важливу роль у виході 6-ї та 12-ї радянських армій з Уманського котла. У боях за Новоархангельськ брали участь 16-ї моторизована дивізія, моторизована бригада СС «Лейбштандарт СС Адольф Гітлер» з німецького боку і 44-та гірсько-стрілецька, 216-та моторизована дивізії з радянського боку. Активна фаза боїв у Новоархангельську припинилася 2 серпня 1941 року, коли було підірвано міст через річку Синюха, що з'єднував його з Торговицею. Після закінчення боїв в районі Зелена Брама, у селищі було створено табір для військовополонених червоноармійців.
Радянські війська 110-ї гвардійської стрілецької дивізії 53-ї армії 2-го Українського фронту захопили селище 12 березня 1944 року.

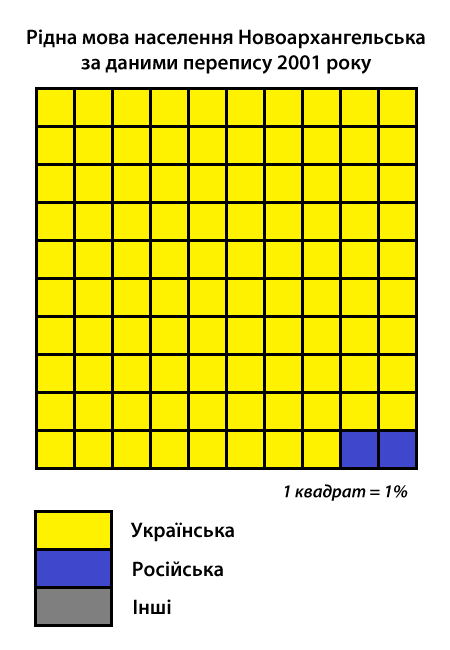
Рідна мова населення Новоархангельська за даними перепису 2001 року

## Населення

### Мова
Розподіл населення за рідною мовою за даними перепису 2001 року:
| Мова            | Кількість | Відсоток |
| --------------- | --------- | -------- |
| українська      | 7446      | 97.67%   |
| російська       | 135       | 1.77%    |
| румунська       | 15        | 0.20%    |
| білоруська      | 11        | 0.14%    |
| вірменська      | 8         | 0.10%    |
| гагаузька       | 5         | 0.07%    |
| болгарська      | 1         | 0.01%    |
| польська        | 1         | 0.01%    |
| інші/не вказали | 2         | 0.03%    |
| Усього          | 7624      | 100%     |

## Сучасність
24 лютого 2014 року громада УПЦ Київського патріархату ввійшла до церкви, навколо якої впродовж останнього року точилися суперечки та судові справи.

## Культура
На територій селища функціонують три Будинки культури, школа естетичного виховання, школа дитячої та юнацької творчості, доросла та дитяча бібліотеки.
Діє Новоархангельський районний краєзнавчий музей та народний шкільний музей історії «Наша біографія».

## Відомі люди

### Народилися
- Гельфанд Володимир Натанович (1923—1983) — учасник Другої світової війни. Автор опублікованих щоденникових записів офіцера Червоної армії. Його книга «Deutschland Tagebuch 1945—1946» стала першою та єдиною, яку німецькою мовою видали в Німеччині.
- Гулий-Гуленко Андрій Олексійович — генерал-хорунжий Армії УНР.
- Загравенко Анатолій Романович — український письменник та поет.
- Козаченко Василь Павлович — український письменник.
- Маланюк Євген Филимонович — відомий український поет, воїн Армії УНР.
- Сурженко Сергій Іванович (1985—2015) — солдат Збройних сил України, учасник війни на сході України.
- Федорова Тамара Олександрівна (1929—2011) — український нотаріус, занесена до Золотої книги нотаріату України.
- Біжан Геннадій Олександрович — український військовий, полковник Збройних сил України.